# Júki Mutó
Júki Mutó (* 7. listopad 1988) je japonský fotbalista.

## Klubová kariéra
Hrával za Vegalta Sendai, Urawa Reds.

## Reprezentační kariéra
Júki Mutó odehrál za japonský národní tým v roce 2015 celkem 2 reprezentační utkání.

## Statistiky
| Japonsko | Japonsko | Japonsko |
| Roky     | Záp.     | Góly     |
| -------- | -------- | -------- |
| 2015     | 2        | 2        |
| Celkem   | 2        | 2        |